# Teatro Beit Lessin
El Teatro Beit Lessin (en hebreo: תיאטרון בית ליסין) es un teatro situado en la ciudad de Tel Aviv.

## Historia del teatro
Beit Lessin Fue establecido en 1978 por Yaakov Agmon como el teatro del sindicato Histadrut , durante años el teatro ha representado más de 1.000 obras contemporáneas americanas y europeas, así como algunas producciones originales. 
En 1993 Zippi Pines empezó a dirigir el teatro. Beit Lessin se desvinculó del sindicato Histadrut y empezó a mostrar obras de autores israelíes que reflejaban la situación política y social del país. En 2003, el teatro se movió desde la casa Lessin hasta la antigua residencia del Teatro Cámeri después de que el local fue remodelado. Esta instalación tenía más asientos, y permitía que producciones mayores y más caras fueran representadas, obras com el musical "Chicago" y la obra musical "Ellos y ellas". La producción del teatro Beit Lessin llamada Mikveh, ganó el premio del teatro israelí en 2005.